# ليروي غرومان
ليروي راندل «روي» غرومان (بالإنجليزية: Leroy Randle "Roy" Grumman)‏ (4 أكتوبر 1895 - 4 يناير 1982)، الأميركي، كان مهندس طيران وطيار اختبار، ورجل صناعة. في عام 1929، شارك في تأسيس شركة غرومان لهندسية الطيران، والتي سميت فيما بعد غرومان الفضائية، والآن هي جزء من شركة نورثروب غرومان.

## وصلات خارجية
- Cradle of Aviation Museum site: includes two photographs of Leroy Grumman
- Leroy Grumman profile